# Козаржевский, Андрей Чеславович
Андрей Чеславович Козаржевский (19 августа 1918 года, Москва — 26 марта 1995 года, там же) — советский и российский филолог-классик и москвовед, специалист по истории античной литературы и преподаванию древних языков. Кандидат филологических наук (1954), профессор (1985). Заведующий кафедрой древних языков исторического факультета МГУ (1967—1995 годах). Лауреат Ломоносовской премии МГУ за педагогическую деятельность (1992).

## Биография
Родился в семье химика Чеслава Альфонсовича Козаржевского, поляка по национальности, эвакуированного в Первую мировую войну в Москву, и Анастасии Александровны Аккерман. Вскоре после рождения сына отец вернулся в Польшу, где умер в 1920 году. Мать с сыном осталась в Москве. С шести лет прислуживал (служка, затем чтец) в храме Ильи Обыденного (первоначально крещён в католицизме, но в три года переведён в православие), из-за чего в 1933 году был исключён из школы № 4 (в настоящее время 57 школа) и доучивался в другой, на Пресне. В 1936 году поступил на исторический факультет МИФЛИ, но через полгода перевёлся на отделение классической филологии литературного факультета, где преподавали в том числе С. И. Радциг, Н. А. Кун, Н. А. Машкин. В 1941 году закончил МИФЛИ и был рекомендован в аспирантуру с одновременным распределением преподавателем латинского языка в Марийский педагогический институт, однако в том же году из-за начала войны аспирантура МИФЛИ была закрыта. Козаржевский по состоянию здоровья не подлежал призыву и был распределён учителем русского языка в село Ермаковское Красноярского края, однако в 1944 году уволен из-за религиозности.
В том же году поступил в аспирантуру кафедры классической филологии филологического факультета МГУ, в состав которого к тому времени влился МИФЛИ. В 1954 году защитил диссертацию «„Киропедия“ Ксенофонта Афинского как историко-литературный памятник IV в. до н. э.» (научный руководитель — С. И. Радциг) и стал кандидатом филологических наук. Параллельно с 1946 года преподавал античную литературу и древние языки в Московском городском педагогическом институте, с 1953 года до конца жизни работал на кафедре древних языков исторического факультета МГУ (старший преподаватель, с 1957 заместитель заведующего, с 1959 доцент, с 1985 профессор), которую возглавил в 1967 году после смерти В. С. Соколова.
На историческом факультете вёл семинары по латинскому и древнегреческому языкам, читал общефакультетские курсы «Мастерство устной речи», «Ораторское искусство», по античной литературе, был инициатором введения в учебный план курса «Памятники мировой истории и культуры». На филологическом факультете вёл по теме своих научных занятий специальные курсы по источниковедению новозаветного канона и древнегреческому языку эллинистического периода (койне).
С 1960-х годов заинтересовался краеведением и охраной памятников истории и культуры, вёл кружок по изучению Москвы и Подмосковья при Доме культуры МГУ, возглавил университетское бюро ВООПИК и факультетское отделение общества «Знание». В рамках кружка проводил экскурсии по Москве, Подмосковью и соседним регионам, выступал на историческом факультете, в лектории Политехнического музея и в других местах с общедоступными лекциями по истории Москвы и её достопримечательностям.
В последние годы жизни преподавал также в Российском православном университете святого Иоанна Богослова и Православном Свято-Тихоновском богословском институте. В 1992 году вышел документальный фильм «Письмо», в котором Козаржевский рассказывает о своём общении с Александром Менем. Похоронен учёный рядом с родственниками на Введенском кладбище (4 уч.).

## Личная жизнь
Был дважды женат (первая жена, Ю. К. Сучкова, биолог, вторая жена, И. В. Барышева, филолог, преподаватель французского языка в МГУ). Сын, Пётр Козаржевский (род. в 1960 году) окончил исторический факультет МГУ и стал политологом, специалистом по современной Польше. Работал в ИЭМСС АН СССР, в настоящее время преподаёт в одном из польских вузов.

## Научная деятельность
В первые годы научные интересы А. Ч. Козаржевского лежали в пределах изучения древнегреческой литературы и, в частности, сочинений Ксенофонта, что вылилось в тему его кандидатской диссертации. Тогда же им был написан ряд статей по античной литературе в Большую советскую энциклопедию (2-е издание), а позднее в Советскую историческую энциклопедию. Занимался он и переводами с древнегреческого языка, в том числе сочинений Николая Дамасского, Аппиана, Арриана, Курция Руфа. Однако уже вскоре активная преподавательская деятельность привела к тому, что одним из важнейших направлений деятельности Козаржевского стало составление учебников древних языков для нефилологических гуманитарных факультетов (и, в частности, особая методика обучения древним языкам, античной палеографии и эпиграфике студентов-нефилологов) — в 1962 году вышел совместный с В. С. Соколовым учебник древнегреческого языка, в 1971 году — уже самостоятельно написанный учебник латинского языка, в 1975 году — собственная версия учебника древнегреческого. В неразрывной связи с преподаванием стояли и изыскания в области как мастерства современного лектора (на эту тему Козаржевский издал специальное учебное пособие), так и античного ораторского искусства. В классической же филологии интересы Козаржевского сосредоточились на источниковедческом изучении раннехристианской литературы на древнегреческом языке  (существовавшем в соответствующую эпоху в форме койне) и, в том числе, самого древнегреческого языка этого периода, палеографии текстов. Результатом данных исследований стала специальная монография, фактически посвящённой языку и текстологии книг Нового Завета, то есть их исагогике.
В последние годы важное место в творческом наследии учёного заняло также москвоведение, в особенности история московских церквей. В различных журналах им был опубликован ряд статей об отдельных храмах, носящих частично мемуарный оттенок, а уже посмертно вышел выросший из многолетних краеведческих изысканий справочник «Московский православный месяцеслов», собравший данные о всех храмах Москвы, их истории, особенностях богослужения, церковных хорах, приделах и иконах в них.

## Публикации
книги
- Учебник древнегреческого языка. — Москва : Изд-во Моск. ун-та, 1962. — 413 с. (совм. с В. С. Соколовым)
- Учебник латинского языка: Для нефилол. гуманит. фак. ин-тов. — Москва : Высш. школа, 1971. — 312 с.
  - Учебник латинского языка : [Для нефилол. гуманит. фак.]. — 2-е изд., испр. и доп. — М. : Изд-во МГУ, 1981. — 318 с.
  - Учебник латинского языка : Учеб. для нефилол. гуманитар. фак. — 3. изд., стер. — М. : УРСС, 2002 (Калуга : ГУП Облиздат). — 317 с. — (Школа классической филологии). — ISBN 5-354-00189-7
  - Учебник древнегреческого языка : Для нефилол. фак. вузов. — 4 изд., испр. — М. : Греко-латинский кабинет Ю. А. Шичалина (ГЛК), 2002. — 456 с. — ISBN 5-87245-077-X
  - Учебник латинского языка : для нефилологических гуманитарных факультетов. — Изд. 5-е. — Москва : Изд-во ЛКИ, 2007. — 317 с. — (Серия Классический университетский учебник : основана в 2002 г. по инициативе ректора МГУ им. М. В. Ломоносова акад. РАН В. А. Садовничего и посвящена 250-летию Московского ун-та / Московский гос. ун-т им. М. В. Ломоносова). — ISBN 978-5-382-00207-1
  - Учебник латинского языка : учебник для нефилологических гуманитарных факультетов. — 6-е изд. — Москва : URSS, 2008. — 317 с. — (Классический университетский учебник). — ISBN 978-5-397-00405-3
  - Учебник латинского языка : учебник для нефилологических гуманитарных факультетов. — Изд. 7-е. — Москва : ЛИБРОКОМ, 2012. — 317 с. — (Классический университетский учебник / Московский гос. ун-т им. М. В. Ломоносова). — ISBN 978-5-397-03106-6
  - Учебник латинского языка: учебник для нефилологических гуманитарных факультетов. — Изд. 8-е. — Москва : URSS, cop. 2017. — 317 с. — (Классический университетский учебник / Московский государственный университет имени М. В. Ломоносова). — ISBN 978-5-9710-4496-3
- Пропаганде знаний — научно-методическую основу: (Обзор материалов по методике лекц. пропаганды, изд. местными организациями). — Москва : [б. и.], 1974. — 24 с. — (В помощь лектору/ О-во «Знание» РСФСР. Науч.-метод. совет по теории и методике лекц. пропаганды)
- Искусство полемики. — Москва : [б. и.], 1972. — 32 с.; 20 см. — (В помощь лектору. Б-чка о лекторском мастерстве/ О-во «Знание» РСФСР. Науч.-метод. совет по теории и методике лекц. пропаганды).
- Искусство полемики в устной пропаганде. — Москва : [б. и.], 1977. — 25 с. — (Материалы Университета лекторов г. Москвы; Вып. 10).
- Учебник древнегреческого языка. — Москва : Изд-во Московского университета, 1975. — 408 с.
  - Учебник древнегреческого языка : Для нефилол. гуманит. фак. ун-тов. — 2-е изд., испр. и перераб. — М. : Греко-латин. каб. Ю. А. Шичалина, 1993. — 280 с. — ISBN 5-87245-005-2
  - Учебник древнегреческого языка : для нефилологических факультетов университетов. — 3-е изд., испр. и доп. — Москва : «Греко-лат. каб. Ю. А. Шичалина», 1998. — 334 с. — ISBN 5-87245-038-9
  - Учебник древнегреческого языка : Для нефилол. фак. вузов. — 4 изд., испр. — М. : «Греко-латинский кабинет» Ю. А. Шичалина, 2002. — 456 с. — ISBN 5-87245-077-X
  - Учебник древнегреческого языка : для нефилологических факультетов вузов. — 6-е изд., стер. — Москва : Греко-латинский каб. Ю. А. Шичалина, 2008. — 456 с. — ISBN 978-5-87245-140-2
  - Учебник древнегреческого языка : для нефилологических факультетов университетов : [учебное пособие]. — Изд. 7-е, стер. — Москва : «Греко-латинский кабинет» Ю. А. Шичалина, 2012. — 456 с. — ISBN 978-5-87245-156-3
  - Учебник древнегреческого языка : для нефилологических факультетов высших учебных заведений. — Изд. 8-е. — Москва : URSS, 2018. — 382 с. — (Классический учебник МГУ). — ISBN 978-5-9710-4675-2
- Античное ораторское искусство : Пособие по спецкурсу для студентов филол. фак. ун-тов. — М. : Изд-во МГУ, 1980. — 71 с.
  - Античное ораторское искусство. — Изд. 2-е. — Москва : URSS, 2012. — 70 с. — (Школа классической филологии). — ISBN 978-5-397-02891-2
  - Античное ораторское искусство. — Изд. 3-е. — Москва : URSS, 2017. — 70 с. — (Школа классической филологии). — ISBN 978-5-9710-4619-6
- Мастерство устной речи лектора. — М., 1983.
  - Мастерство устной речи лектора. — Изд. 2-е. — Москва : URSS : Либроком, 2012. — 75 с. — (Психология, педагогика, технология обучения: филология). — ISBN 978-5-397-02971-1
  - Мастерство устной речи лектора. — Изд. 3-е. — Москва : URSS, cop. 2017. — 75 с.. — (Психология, педагогика, технология обучения: филология; № 34). — ISBN 978-5-9710-4703-2
- Источниковедческие проблемы раннехристианской литературы. — М. : Изд-во МГУ, 1985. — 146 с.
  - Источниковедческие проблемы раннехристианской литературы. — Изд. 2-е. — Москва : URSS, cop. 2012. — 143 с.. — (Академия фундаментальных исследований. АФИ : богословие). — ISBN 978-5-397-02902-5
- Учебное пособие по латинскому языку для юридических факультетов университетов. — М. : Изд-во МГУ, 1991. — 67 с. — ISBN 5-211-01972-5
  - Учебное пособие по латинскому языку для юридических факультетов университетов. — Изд. 2-е. — Москва : URSS : ЛИБРОКОМ, 2012. — 67 с. — (Школа классической филологии). — ISBN 978-5-397-02970-4
- Московский православный месяцеслов : [Справочник]. — М. : Моск. рабочий, 1995. — 141 с. — ISBN 5-239-01864-2
- Звуки Москвы. — Варшава, 1996.

статьи
- К вопросу о греко-римских традициях в новозаветном каноне // «Историчность и актуальность античной культуры»: тезисы докладов. — Тбилиси, 1980. — С. 93—94
- Отзвуки античной культуры в патристическом ораторском искусстве // Культура и искусство античного мира: Мат-лы науч. конф. — М., 1980. — С. 440—451
- Социально-исторические основы топонимии московских культовых сооружений // Вестник Московского университета: Ист. 1988. — № 4. — С. 85-92
- А. И. Введенский и обновленческий раскол в Москве // Вестник Московского университета. Серия 8. История. — 1989. — № 1. — С. 54-67.
- Топонимия московских храмов // Вестник Московского университета. Серия 8. История. — 1991. — № 1.
- Художественно-историческая ценность интерьеров действующих московских храмов // Вестник Московского университета. Серия 8. История. — 1991. — № 1. — С. 29-42
- Храм Илии Обыденного в 1920-30-е годы // Московский журнал. — 1992. — № 5. — С. 8—14.
- Церковноприходская жизнь Москвы 1920—1930-х годов (воспоминания прихожанина) // Журнал Московской Патриархии. 1992. — № 11/12. — С. 21-28.
  - Церковноприходская жизнь Москвы 1920—1930-х годов // Москва. 1996. — № 3. — С. 194—201
- Воспоминания о храме Христа Спасителя // Московский журнал. 1996. — № 1
- Все прекрасное — Богу // Свет Христов просвещает всех. — М., 1996. — С. 170—187
- Новый Завет об этнических отношениях на греко-римском Востоке // Введение в храм. — М., 1997. — С. 213—217.